# 上木草平
上木 草平（うえぎ そうへい）は、居酒屋を中心とした飲食店プロデューサー、テレビ番組では飲食店の繁盛請負人と呼ばれていた。東京都渋谷区にあるエイアンドティー株式会社代表取締役社長。テレビ番組ザ・ノンフィクション や「スーパーテレビ情報最前線」にて繁盛店を創る飲食店プロデューサー「繁盛請負人」や「繁盛店の仕掛け人」として複数回取材されている。

## 略歴
- 1950年 - 石川県に生まれる[3]。
- 1984年 - 東京渋谷に、繁盛店を創る会社「エイアンドティー株式会社」を設立。
- 1998年 - さらに飲食店のソフト面へのサポート、業態・メニュー開発、料理・接客指導、グラフィックデザイン等のサポート体制を整えた株式会社エイアンドティー.ティを設立。
- 2004年〜2006年 - 雑誌「月刊飲食店経営」に連載コラム執筆[3]
- 2013年 - エイアンドティー株式会社として両社を合併。

一店一店オーナーに合わせた店創りで、数多くの繁盛店を生み出す。手掛けた飲食店は、日本全国、海外併せ700店舗以上（2015年現在）

## 飲食店：制作実績
- 和浦酒場（埼玉県さいたま市浦和区）
- 和浦ダイナー（武蔵浦和）
- 634和浦バル（武蔵浦和）
- 串屋さぶろく（本蓮沼）
- 麺屋あごすけ（新潟）
- ビストロとサカバTAKE（富ヶ谷）
- えびす（ベトナム：ホーチミン）
- 浦江亭（ベトナム：ホーチミン）

上記含め、国内海外あわせて700軒以上の制作実績

## 著作
- 上木草平「路地裏「奇跡の繁盛店」（日経レストラン）」『路地裏「奇跡の繁盛店」』日経BP社〈単行本〉、1999年12月。ISBN 978-4-8222-1963-5。
- 上木草平「にっぽん縦断「奇跡の繁盛店」（日経レストラン）」『にっぽん縦断「奇跡の繁盛店」』日経BP社〈単行本〉、2003年7月。ISBN 9784822219857。